# Fred Adison
Fred Adison właśc. Albert Lapeyrère (ur. 15 września 1908 w Bordeaux, zm. 25 sierpnia 1996 w Nicei) – francuski dyrygent, wokalista jazzowy i perkusista.

## Biografia
Urodził się w 1908 roku w Bordeaux jako Albert Lapeyrère. Początkowo uczył się gry na fortepianie i skrzypcach. Jako nastolatek zaczął pasjonować się jazzem. Wtedy też założył z przyjaciółmi zespół muzyczny, w którym był liderem, i przyjął przydomek Fred Adison. Jego grupa odbyła tournée po Francji. Ostatecznie w 1931 roku, osiedliła się w Paryżu, gdzie brała tam udział w produkcji muzyki do niemych filmów (m.in. Charliego Chaplina). Obok orkiestr Raya Ventury i Jacquesa Héliana, zespół Adisona (często zapowiadany jako Fred Adison i jego koledzy) był jedną z głównych francuskich grup muzycznych, która oprócz występów tworzyła muzykę filmową.
Po wybuchu II wojny światowej Fred Adison koncertował z Django Reinhardtem we wrześniu i październiku 1940 roku oraz tworzył muzykę filmową. W 1943 roku został uwięziony w nazistowskim obozie wojennym. Po wojnie założył nowy zespół.
W 1952 roku Charles Spiessert, właściciel Cirque Pinder, zatrudnił Freda Adisona do dyrygowania orkiestrą cyrkową. Funkcję tę pełnił do 1962 roku. W tym czasie wraz z Luisoem Mariano i Glorią Lasso nagrał kilka albumów z muzyką cyrkową.
Po tym okresie Adison przeszedł na pół emeryturę, od czasu do czasu grając w małych zespołach w telewizji.
Zmarł w 1996 roku.